# Burg Krásný Buk
Krásný Buk (deutsch Schönbuche) werden die Reste einer mittelalterlichen Burg bei Krásný Buk (Schönbüchel), einem Ortsteil von Krásná Lípa (Schönlinde) im Böhmischen Niederland in Tschechien genannt. Von der Burganlage sind heute außer wenigen Mauerresten nur noch Teile des Ringwalles mit dem Burggraben erhalten.

## Geschichte
Erbaut wurde die Burg Krásný Buk wahrscheinlich in der zweiten Hälfte des 13. Jahrhunderts, spätestens aber Anfang des 14. Jahrhunderts. Anfang des 14. Jahrhunderts gehörte die Burg Heinrich von Leipa Ob er sie über die Jahrhundertwende besessen hatte, oder ob sie ihm wie Zittau und Oybin erst 1310 zurückgegeben wurde, ist unbekannt. 1319 vertauscht er Krásný Buk zusammen mit diesen Besitzungen mit dem böhmischen König Johann von Luxemburg und erhält dafür Besitzungen im südlichen Mähren. Wenig später saßen offenbar Wartenberger auf der Burg, wie auch auf dem nahen Tolštejn. 1339 wurde Schönbuch von den Zittauern und anderen Städten erobert und zerstört. Erneuert wurde die Burg daraufhin nicht mehr und sie verfiel.
Grabungen im Jahr 1850 auf der Burg brachten neben keramischen Scherben angeblich auch Hufeisen, Pfeilspitzen und einen hussitischen Streitkolben zu Tage. Unweit der Burg auf einem Feld wurde zudem eine stark verwitterte und in zwei Teile zerbrochene römische Münze aus der Herrschaftszeit Kaiser Hadrians (117–138 n. Chr.) gefunden.
Unsinn, raus